# Igor Jesus Lima
Igor Jesus Lima (Senador Canedo, 7 de marzo de 2003), más conocido como Igor Jesus, es un futbolista profesional brasileño que juega como volante en Los Angeles FC de la Major League Soccer.

## Carrera

### Inicios
Nacido en Senador Canedo, municipio de Goiás, Igor Jesús inició su carrera deportiva en el predio del Jardim das Oliveiras, en Goiânia. Allí fue descubierto por el empresario Tales Ricarte, quien había escuchado por amigos que allí había un niño que destacaba jugando con personas mayores. Ricarte vio entonces a Igor jugar la semifinal de una competición en el segundo semestre de 2016 y le gustó su fútbol.
A principios de 2017, Ricarte fundó junto a un socio el club Desportivo Real y llevó a jugar a Igor Jesús, que aún estaba sin club. De familia humilde, Ricarte todavía lo llevó a la estación de la ciudad para que desde allí Igor Jesús pudiera volver a casa con su hermano. Después de su formación, todavía ayudaba a su hermano en un taller de reparación y venta de cacerolas.
En el segundo semestre de 2017, el club se mudó a un lugar más cercano a su casa, por lo que empezaron a ir en bicicleta. Sin embargo, todavía se necesitaron 10 kilómetros para llegar allí y dos horas para andar en bicicleta. Destacó en el modesto club y llegó a Goiás en 2018, para disputar el Campeonato Goiano Sub-15. Estuvo dos años en Esmeraldino y destacó también en la Sub-17, pero terminó siendo liberado en 2020.

### Flamengo
Tras ser liberado por el club de Goiás, Igor llegó al Flamengo el 18 de abril de 2021 para jugar con la sub-20, firmando contrato hasta mayo de 2023.
Jugó 56 partidos en la base con cinco goles entre 2021 y 2022, incluido ser capitán del equipo rojinegro en la Copinha, donde marcó el gol de la clasificación ante Náutico en el minuto 49 del segundo tiempo. Obtuvo sus primeras oportunidades en el equipo principal en 2022, cuando debutó contra Portuguesa en el Campeonato Carioca, habiendo jugado también en el Campeonato Brasileño y la Copa de Brasil ese año, sumando seis partidos en total.
El 3 de junio de 2023 se anunció su renovación de contrato hasta diciembre de 2025, con una multa de 50 millones de euros (260 millones de reales). En septiembre, las buenas actuaciones se correlacionaron con el interés de otros clubes por su fútbol, como Nottingham Forest, Arsenal y Udinese. También formó parte del plantel campeón de Brasil Sub-20 con el Flamengo, venciendo al Palmeiras en los penales. Durante el año alternó entre base y profesional, jugando en 18 partidos (nueve cada uno).
En el inicio de la temporada 2024, Igor Jesús ganó oportunidades con el técnico Tite luego de suplir las ausencias de Erick Pulgar y Gerson, donde tuvo buenas actuaciones en los tres partidos que disputó hasta el momento, fue elogiado y adelantó una posible renovación de contrato en febrero. En uno de estos partidos, la derrota por 4-0 contra el Boavista el día 20 de la novena jornada del Campeonato Carioca, brindó una asistencia para el primer gol de Luiz Araújo.

## Selección nacional

### Sub-23
Igor Jesús fue convocado por primera vez a la selección brasileña el 22 de septiembre de 2023, para competir en los Juegos Panamericanos de Santiago. Fue titular habitual en la campaña y se proclamó campeón tras vencer a Chile por 4-2 en los penaltis tras un empate 1-1 en el tiempo reglamentario.

## Clubes
| Club               | País           | Año           | Partidos | Goles |
| ------------------ | -------------- | ------------- | -------- | ----- |
| Flamengo           | Brasil         | 2023-2024     | 20       | 0     |
| Estrela da Amadora | Portugal       | 2024-2025     |          |       |
| Los Angeles FC     | Estados Unidos | 2025-presente |          |       |